# Andor Mihályi
Andor István Mihályi, född 14 december 2002, är en ungersk fäktare som tävlar i florett.

## Karriär
Vid EM 2024 i Basel tog Mihályi silver tillsammans med Dániel Dósa, Gergő Szemes och Gergely Tóth i lagtävlingen i florett efter en finalförlust mot Frankrike. Vid VM 2025 i Tbilisi tog de brons tillsammans i lagtävlingen i florett efter att ha besegrat Frankrike i bronsmatchen.